# 都夷县
都夷县，中国古县名。
北宋崇宁（1102年-1106年）中置，治所在今广西壮族自治区东兰县。属宜州所领羁縻兰州。大观元年（1107年）废。 